# Gráfico de Nolan

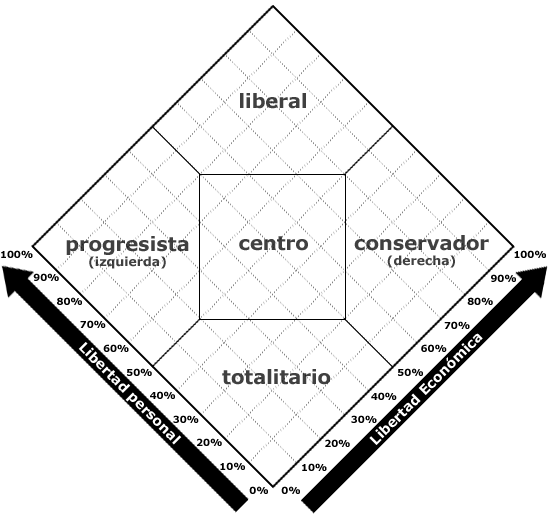
Gráfico de Nolan. Las dos dimensiones muestran la ubicación de las ideologías con respecto a la libertad individual y a la libertad económica, bajo el supuesto de que no colisionan entre sí y pueden crecer simultáneamente en el liberalismo, y además colocan el espectro político tradicional izquierda-derecha en una diagonal del gráfico.

El Gráfico de Nolan es un diagrama político creado en el año 1969 por el político estadounidense David Nolan. El gráfico define las posiciones políticas humanas respecto a dos vectores de coordenadas, la opinión económica y la opinión personal, para producir un tipo de sistema cartesiano de las ideologías políticas.
El Gráfico de Nolan expande el análisis de las opiniones políticas más allá del espectro político tradicional que mide la política a lo largo de un eje unidimensional izquierda-derecha para convertirlo en un gráfico de dos dimensiones: grado de libertad económica y grado de libertad personal. Según Nolan, el progresismo aboga solo por la libertad personal, mientras que el conservadurismo solo defiende la libertad económica. Su visión se basa en el supuesto de que ambas libertades pueden tener lugar al mismo tiempo, sin puntos de conflicto, y que el liberalismo las defiende y enaltece en simultáneo. 
El Gráfico de Nolan sitúa en el eje X la posición política respecto de la libertad económica y en el eje Y la posición política con respecto a la libertad personal. Fue creado en 1971, con dos ejes (económico y político) perpendiculares entre sí. A menudo se muestra el gráfico rotado 45 grados, como en el caso de El cuestionario político más pequeño del mundo. Este gráfico muestra la «libertad económica» (materias fiscales, comerciales y de libre empresa) en su eje X y la «libertad personal» (legalización de drogas, aborto, servicio militar) en el eje Y. Esto sitúa a los izquierdistas o progresistas en el cuadrante izquierdo, a los liberales arriba, a los derechistas o conservadores a la derecha y a los estatistas o populistas abajo. No obstante, no considera los conflictos entre la libertad personal y la económica que surgen, por ejemplo, entre los intereses corporativos y los de la ciudadanía.

## Desarrollo

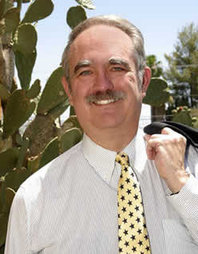
David Nolan

Un gráfico bidimensional parecido, pero con ocho secciones en vez de cuatro, apareció en el ensayo Las compuertas de la anarquía (1970) de Stuart Christie y Albert Meltzer. En Radicals for Capitalism (p. 321), Brian Doherty encuentra el origen de la idea del gráfico en un artículo de Maurice Bryson y William McDill en The Rampart Journal of Individualist Thought (1968) titulado «El espectro político: una visión bidimensional».
David Nolan publicó la versión actual del gráfico por primera vez en un artículo titulado Classifying and Analyzing Politico-Economic Systems en la edición de enero de 1971 de El Individualista (The Individualist), la revista mensual de la Sociedad por la Libertad Individual (SIL). En diciembre de 1971, Nolan ayudó a montar el grupo que se convertiría en el Partido Libertario de USA.
Frustrado por el análisis simplista de izquierda-derecha que restringe el espacio para otras ideologías, Nolan diseñó un gráfico con dos ejes que sería conocido como el Gráfico de Nolan. El Gráfico de Nolan es la pieza central del Test político más corto del mundo. El descubrimiento de Nolan fue que la mayor diferencia entre las diferentes filosofías políticas, es decir, el elemento realmente definitorio de lo que una persona cree políticamente, es la cantidad de control del resto de la sociedad (a través del gobierno) sobre la acción humana, que defiende dicha persona.[cita requerida] Nolan razonaba que casi toda la acción humana en política puede ser dividida en dos categorías genéricas: la económica y la personal. La categoría económica incluye lo que la gente hace como productores y consumidores (lo que compran, venden, producen, donde trabajan, a quién contratan y lo que hacen con su dinero); ejemplos de acción económica son empezar u operar un negocio, comprar una casa, construir un edificio, trabajar en una oficina o en una fábrica, etc. La categoría personal incluye lo que la gente hace en sus relaciones con otras personas, su expresión propia o lo que hacen con sus cuerpos y sus mentes; ejemplos de acción personal son la elección de qué libros leer o qué películas ver, la elección de con quién se casan, qué comida, medicinas o drogas consumen, sus actividades recreativas, sus opciones religiosas, las organizaciones con las que colaboran o con quiénes deciden asociarse.

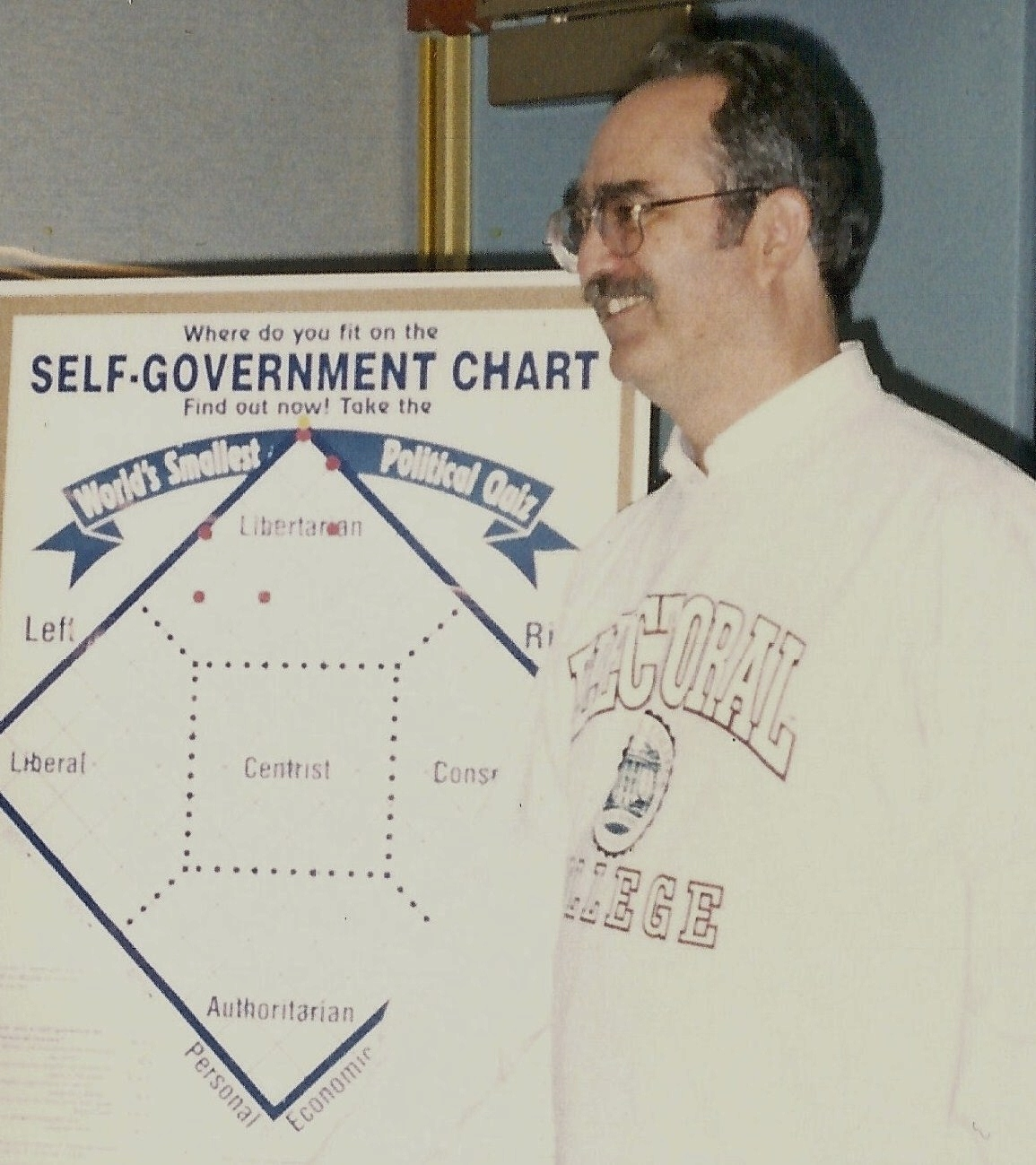
David Nolan en 1996 con una versión del Gráfico de Nolan distribuido por Defensores del autogobierno.

Nolan se dio cuenta de que, dado que la mayoría de la actividad y del control gubernamental ocurre en estas dos categorías, se puede definir la posición política de una persona o de un partido político según cuánto control gubernamental en estas dos áreas defienda. De este modo, las ideologías políticas pueden describirse como:
- Anarquismo: abogan por la ausencia total de control del gobierno tanto sobre la acción económica como sobre la acción personal.
- Totalitarismo: defienden el control absoluto o casi absoluto del gobierno tanto sobre la acción económica como sobre la acción personal.
- Conservadurismo: prefieren un menor control del gobierno sobre la acción económica (por ejemplo, un mercado más libre), pero mayor intervención del gobierno en la acción personal (por ejemplo, leyes antidroga).
- Progresismo (en la acepción moderna del término estadounidense 'liberals') prefieren un menor control del gobierno en la acción personal (por ejemplo, voluntariedad del servicio militar), pero mayor intervención y control del gobierno en la acción económica (por ejemplo, un salario mínimo establecido por el gobierno).
- Liberalismo: defienden la libertad de las personas en su acción económica y personal, es decir, se oponen a todo o casi todo tipo de intervención o control del gobierno en ambas categorías de acción. Los liberales creen que las personas deberían ser libres de elegir sus acciones económicas (como los conservadores) y sus acciones personales (como los progresistas).
- Comunitarismo: defienden un control e intervención considerables del gobierno en ambas categorías de acción, tanto la económica como la personal. En las diversas versiones del gráfico, incluyendo la versión original de Nolan, se usan términos como «comunitarismo» o «populismo» para etiquetar esta esquina del gráfico.

Para visualizar su perspectiva, Nolan construyó un gráfico de dos ejes. Un eje era para la libertad económica y el otro eje era para la libertad personal con el rango de los ejes partiendo de 0 % libre (es decir, un control gubernamental total) a 100 % libre (ningún control gubernamental). Un 100 % de libertad económica significa un libre mercado; un 100 % de libertad personal significa ausencia completa de control del gobierno sobre asuntos personales o de relaciones entre personas. Dependiendo de las cantidades de libertad que se defiendan en cada uno de los ejes se puede clasificar ideológicamente a una persona, una organización política o una filosofía política. En vez de clasificar todas las opiniones políticas en un eje unidimensional de izquierda a derecha, el Gráfico de Nolan permite una medida bidimensional que separa ideologías diferentes.
Nolan comentaba que al ver su gráfico la gente experimentaba un cambio irreversible: a partir de ese momento, la persona reflejaba su orientación política respecto a dos dimensiones en vez de en una dimensión.
En 1987, Marshall Fritz, fundador del Defensores del autogobierno, modificó el gráfico y añadió diez preguntas para construir lo que él llamó el Cuestionario político más pequeño del mundo para permitir a los encuestados posicionar sus opiniones políticas en el Gráfico de Nolan.

## Posiciones

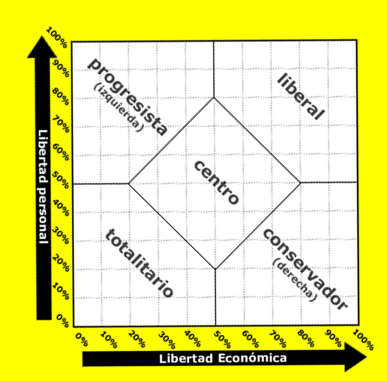
Diagrama de Nolan rotado 45°

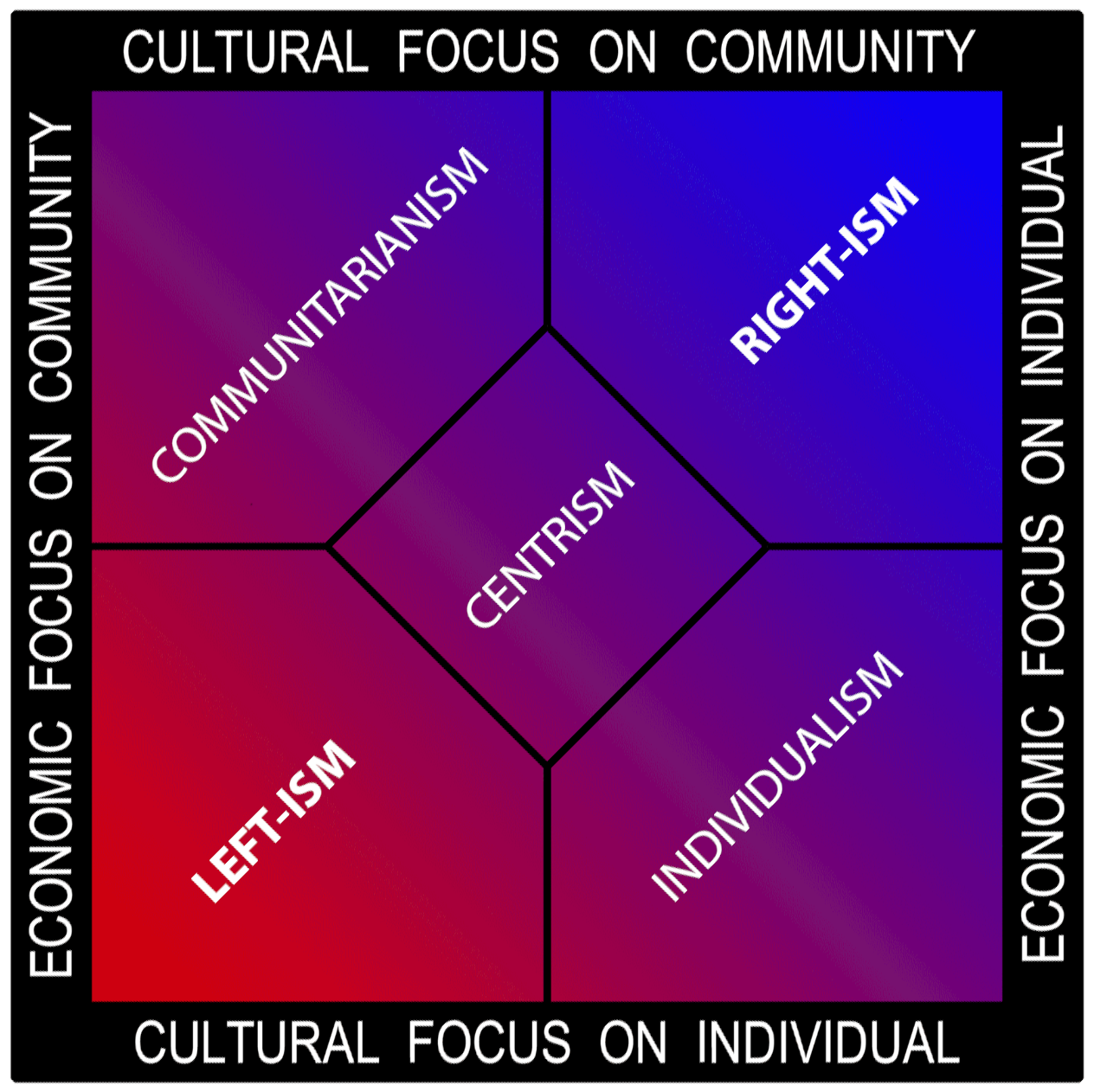
Una variante del Gráfico de Nolan que usa etiquetas alternativas para los cuadrantes y el código tradicional de colores políticos (azul de derechas frente a rojo de izquierdas). (Nota: Este gráfico está girado 45° sobre el gráfico que se ve más arriba.)

El Gráfico de Nolan en su forma original tiene dos dimensiones con dos ejes perpendiculares: un eje X horizontal etiquetado libertad económica y un eje Y vertical etiquetado libertad personal. Tiene la apariencia de un cuadrado dividido en cuatro secciones, con una etiqueta asignada a cada una de las secciones:
- Abajo izquierda – Estatismo. Aquellas que defienden un nivel bajo tanto de libertad económica como de libertad personal. Nolan originalmente nombró a esta filosofía como populismo, pero versiones posteriores del gráfico usan las etiquetas estatismo, autoritarismo o totalitarismo.
- Arriba izquierda – Ideologías de izquierda. Aquellas que defienden un nivel bajo de libertad económica y un nivel alto de libertad personal.
- Abajo derecha – Ideologías de derecha. Aquellas que defienden un nivel alto de libertad económica y un nivel bajo de libertad personal.
- Arriba derecha – Liberalismo. Aquellas que defienden un nivel alto tanto de libertad económica como de libertad personal.

## Encuestas
En octubre del año 2010, una encuesta Gallup encontró cinco grupos de estadounidenses. Esta encuesta clasificó a los estadounidenses en: «primero la moral» (17 %), principalmente religiosos; «mantenlo pequeño» (el Estado) (22 %); «mientras más grande, mejor» (20 %); «medio suave» (17 %); y «progresistas de Obama» (24 %), fuertemente demócratas, con el más alto número de progresistas.
En agosto de 2011, la revista libertaria Reason Magazine y la organización Rupe encuestaron telefónicamente a 1200 estadounidenses y clasificaron las opiniones políticas de los encuestados según el Gráfico de Nolan. La encuesta Reason-Rupe encontró que los «estadounidenses no pueden ser fácilmente agrupados en progresistas o conservadores». Específicamente, el 28 % expresó opiniones conservadoras, el 24 % expresó opiniones liberales, el 20 % expresó opiniones comunitarias, y el 28 % expresó opiniones progresistas (con un margen de error del ±3 %).

## Críticas
El escritor y teórico político estadounidense Brian Michell ha criticado al Gráfico de Nolan, explicando que las políticas pueden ser en ocasiones difícilmente divisibles entre lo personal y lo económico —por ejemplo en la inmigración—, y porque la definición de libertad de los liberales libertarios —la que está representada en el gráfico— es diferente de la definición de los socioliberales.